# Stavanger katedralskole
Stavanger katedralskole er en videregående skole i centrum af Stavanger. Skolen tilbyde to uddannelsesprogrammer såkaldt studiespesialisering ved Kongsgård og et for musik, dans og drama ved skolens nye bygning i Bjergsted. Hovedbygningen i Kongsgård er sammen med domkirken, Kirkegata, Valbergtårnet, torvet og Breiavatnet Stavanger centrums mest berømte vartegn.
I de seneste år er skolen blevet ledende inden for fremmedsprog i Stavanger, og tilbyder studier i norsk, engelsk, tysk, spansk, fransk og arabisk.
58°58′9.4980″N 5°43′57.785″Ø / 58.969305000°N 5.73271806°Ø